# ك. ك. جوزيف
ك. ك. جوزيف (بالإنجليزية: K. C. Joseph)‏ هو سياسي هندي، ولد في 16 يوليو 1949. انتخب Member of the Legislative Assembly (India) ‏ وانتخب عضو المجلس التشريعي ولاية كيرالا.